# 羅賓遜高地
71°22′S 166°40′E / 71.367°S 166.667°E
羅賓遜高地是南極洲的高地，長28公里，海拔高度2,170米，該高地根據美國地質調查局的測量和美國海軍的空中照片被繪入地圖，以美國的地球物理學家命名。